# Abborrtjärnen (Anundsjö socken, Ångermanland, 706250-160448)
Abborrtjärnen är en sjö i Örnsköldsviks kommun i Ångermanland och ingår i Moälvens huvudavrinningsområde.